# Oenopota eriopis
Oenopota eriopis är en snäckart som först beskrevs av Dall 1919.  Oenopota eriopis ingår i släktet Oenopota och familjen kägelsnäckor. Inga underarter finns listade i Catalogue of Life.